# 工人村街道 (武汉市)
工人村街道，是中华人民共和国湖北省武汉市青山区下辖的一个乡镇级行政单位。此地是建设武汉钢铁公司时职工的生活区，故名工人村。1955年属青山区。武钢开始建设后，工人村街是青山区形成职工生活区较早的地区之一。1956年设工人新村一街办事处和二街办事处。1960年两街合并成青山人民公社新村分社。1961年，恢复新村一街办事处和新村二街办事处。1971年，两街合并设立新村街道。1981年9月，更名为工人村街道。
2022年8月3日，将工人村街道、厂前街道合并，合并后定名为工人村街道。

## 行政区划
工人村街道下辖以下地区：
青雅居社区、青宜居社区、青康居社区、青惠居社区、青和居社区。
2022年8月3日合并后，二十一号公路以南的相关厂区、经济开发区、戴家湖公园、一号明渠、二号明渠等区域归属工人村街道办事处管理。
合并后工人村街道范围：东以武钢主厂区院墙与八吉府街道（属洪山区）、白玉山街道接壤，南以武钢主厂区院墙、武九铁路、站前路中心线、区界与武东街道、和平街道（属洪山区）相连，西以楠姆河、武九铁路、建设十路中心线与红钢城街道、冶金街道相邻，北以和平大道、建设十一路、金嘴街、工人村路、二十一号公路中心线与青山镇街道相接。